# Wilhelm Bauer (tengeralattjáró)
Koordináták: é. sz. 53° 32′ 29″, k. h. 8° 34′ 40″53.541389°N 8.577778°E
A Wilhelm Bauer (egykori nevén U-2540) egy tengeralattjáró, amely napjainkban a bremerhaveni Régi kikötő vizén vesztegelve múzeumhajóként szolgál. Az ún. XXI-es típusba tartozó járművet a háború végén építették a hamburgi tengeralattjáró-gyárban, de tényleges hadrendbe állítására már nem kerül sor.

## Története

### A második világháborúban
A hajót 1944 októberében kezdték építeni a hamburgi Blohm + Voss hajógyárban. Az új hajót 1945. január 15-én bocsátották vízre, hadrendbe állítására február 24-én került sor. A hajót és legénységét 1945 áprilisában a dán Bornholm szigetre vezényelték kiképzésre. A kiképzés az üzemanyaghiány miatt félbemaradt, az U-2540 az Odera torkolatában fekvő Swinemündébe húzódott vissza. Április 30-án a beérkező szovjet csapatok elől a tengeralattjáró nyugat felé menekült. 1945. május 4-én – hogy megelőzzék a jármű nyugati szövetségesek kezére kerülést – a legénysége a flensburgi fördében elsüllyesztette az U-2540-t.

### A háború után
1957 júniusában a nyugatnémet haditengerészet kiemeltette a roncsot. A járművet a kieli hajógyárba szállították, ahol Wal (német bálna) néven átépítették. Dízelelektromos motorral szerelték fel és átépítették a tornyát is. 1960. szeptember 1-jén az átépített tengeralattjárót átadták a Bundesmarinének, hogy kísérleti hajóként teljesítsen szolgálatot. Ekkor kapta meg a mai napig is viselt Wilhelm Bauer nevet. 1980-ig több új tengeralattjárókat érintő újítást próbáltak ki a Wilhelm Bauer fedélzetén. 1980 május 6-án a hajó összeütközött egy rombolóval és oly súlyosan megsérült, hogy ki kellett vonni a szolgálatból. A Bundesmarine 1980. november 18-án ünnepélyesen elbúcsúztatta a kiszolgált járművet, majd 1982. március 15-én véglegesen szolgálaton kívülre helyezték.

### Múzeumhajóként
1983-ban az NSZK védelmi minisztériuma pályázatot írt ki a Wilhelm Bauer értékesítésére. A pályázatot a bremerhaveni Német Tengerhajózási Múzeum nyerte meg. A tengeralattjárót a Kieli-csatornán át Bremerhavenbe vontatták, és a város egyik hajógyárában múzeumhajóvá alakították át. Az átalakítás során a hajó könnyebbé vált, így ma felszínének nagyobb része látszik ki a vízből, mint korábban. A torony is visszanyerte eredeti világháborús formáját. A hajó oldalába ajtókat vágtak, hogy a látogatók könnyebben megközelíthessék. 1984. április 27-én a Régi kikötő vizén kiállított Wilhelm Bauer megnyílt a látogatók számára. A Wilhelm Bauer az évek során Bremerhaven belvárosának egyik látványosságává vált.

## Fordítás
- Ez a szócikk részben vagy egészben a Wilhelm Bauer (U-Boot) című német Wikipédia-szócikk ezen változatának fordításán alapul.  Az eredeti cikk szerkesztőit annak laptörténete sorolja fel. Ez a jelzés csupán a megfogalmazás eredetét és a szerzői jogokat jelzi, nem szolgál a cikkben szereplő információk forrásmegjelöléseként.

## Külső  hivatkozások
- Jan Maat honlapja Archiválva 2009. január 24-i dátummal a Wayback Machine-ben